# Cumeneu, o Branco
Cumeneu, o Branco (em latim: Cummeneus Albus; em inglês: Cumméne Find; ? – 24 de fevereiro de 669) foi um eclesiástico irlandês, abade de Iona de 657 a 669.

## Origem
O nome do pai de Cumeneu é relatado em diferentes formas: Arnane, Dinertach ou Fiachna. No entanto, ele está diretamente relacionado com Columba de Iona, como sobrinho do abade Ségéne mac Fiachra e sobrinho-neto do abade Laisrén mac Feradach que serviram como monges na abadia de Columba. Seu sobrenome "Find" significa "Bonito" alternativamente Adomnano e outros autores o apelidaram de "Alvo", isto é, "Branco".

## Abade
Cumeneu tornou-se o 7.º abade de Iona como sucessor de Suibhne moccu Fir Thrí. É sob sua administração que a disputa eclodiu na Nortúmbria entre os partidários do cristianismo irlandês, que prevalecia na abadia de Iona e Lindisfarne, e o partido liderado por Vilfredo de Iorque que apoiava as práticas litúrgicas da igreja romana e que terminou com seu confronto no sínodo de Whitby em 664. O bispo Finano de Lindisfarne morreu em 661 e Cumeneu enviou a Lindisfarne, Colmano, um membro de sua comunidade para sucedê-lo. O rei Osvio da Nortúmbria finalmente foi favorável aos argumentos do partido de Vilfredo, a favor do catolicismo romano. Esta decisão foi catastrófica a longo prazo para a Abadia de Iona, que perdeu sua influência nas igrejas do norte e do interior da Inglaterra.
Cumeneu foi também autor de uma obra "De uirtutibus sancti Columbae", ou seja: Os Poderes de São Columba, que só se conhece pelas passagens incluídas na "Vita de Colomba" escrita por Adomnano de Iona. Cumeneu evocou particularmente as relações do santo com o rei de Dalriada, Áedán mac Gabráin e seus sucessores e se refere aos desastres recentes que atingiram o reino sob o reinado de Domnall Brecc. Cumeneu também relatou sua viagem à Irlanda em 661, quando visitou o mosteiro columbiano da Ilha Rathlin. Ele morreu em 669, possivelmente vítima da grande epidemia de peste de 664-668. Ele teve como sucessor Failbe mac Pipan. Sua festa litúrgica é comemorada em 24 de fevereiro.